# Краківське воєводство (до 1795)
Кра́ківське воєво́дство (лат. Palatinatus Cracoviensis, пол. Województwo krakowskie) — адміністративно-територіальна одиниця Королівства Польського та Корони Польської в Речі Посполитій. Існувало з 14 століття до 1795 року. Створене на основі земель Краківського князівства. Входило до складу Малопольської провінції. Належало до регіону Малопольща. Розташовувалося в південно-західній частині Речі Посполитої, на південному заході Малопольщі. Головне місто — Краків. Очолювалося краківськими воєводами. Сеймик воєводства збирався у містечку Новий Корчин. Мало представництво із 4 сенаторів у Сенаті Речі Посполитої. Складалося з 8 повітів. Станом на 1791 рік площа воєводства становила 19 028,36 км². Населення в 1790 році нараховувало 249 238 осіб. Ліквідоване 1795 року під час третього поділу Речі Посполитої. Територія воєводства розділена між провінцією Нова Сілезія королівства Пруссія та краєм Нова Галичина Австрійської монархії.

## Повіти
- Бечський повіт → Беч
- Кщенжський повіт → Кщенж
- Краківський повіт → Краків
- Леловський повіт → Лелов
- Прошовицький повіт → Прошовіце
- Сончевський повіт → Сонч
- Сілезький повіт → Затор і Освенцим
- Шчижицький повіт → Шчижиц

## Сенатори
- Краківський єпископ
- Краківський каштелян
- Краківський воєвода
- Войницький каштелян